# كرت المؤن
كرت المؤن بطاقة قامت وكالة غوث وتشغيل اللاجئين الفلسطينيين بصرفها للاجئين الفلسطينيين بعد أحداث النكبة عام 1948، يستحقها الأشخاص الذين كانوا يقيمون في فلسطين خلال الفترة ما بين يونيو/حزيران 1946 وحتى مايو/أيار 1948، والذين فقدوا بيوتهم ومورد رزقهم نتيجة حرب 1948. كما أن ذرية أولئك اللاجئين الفلسطينيين الأصليين يستحقون أن يتم تسجيلهم في سجلات الوكالة.
كانت وكالة الغوث تقدّم مساعداتها للاجئين الذين يحملون هذه البطاقة، ومن ضمن الخدمات كانت تقدّم لهم ما يًساعدهم في تأمين قوتهم اليومي، ولأهمية هذه الخدمة فقد فرضت اسمها على البطاقة التي يحملها اللاجئ، بحيث أصبح اسمها المتداول «كرت المؤن»، بالإضافة إلى ذلك فقد كانت الوكالة تقدّم بعض وجبات الغذاء والحليب في بداياتها للمحتاجين من الأطفال والحوامل، لكن حاليًا تم إلغاء هذه الوجبات.
عندما بدأت الوكالة عملها في عام 1950، كانت تعمل على الاستجابة لاحتياجات ما يقارب من 750,000 لاجئ فلسطيني. حالياً هناك ما يقارب 5 ملايين لاجئ فلسطيني يستحقون التمتع بخدمات الأونروا.

## أهمّيّة الكرت للّاجئين
تكمن أهمّيّته في تثبيت حق انتفاع اللاجئ من خدمات الوكالة وإثبات أن حاملها يتمتع بصفة اللجوء باعتباره لاجئاً مسجلاً لديها، تحمل البطاقة رقماً متسلسلاً وفيها أسماء أفراد العائلة المسجلين بأرقام متسلسلة أيضاً، وذلك باللغتين العربية والإنجليزية، وبهذا يستطيع اللّاجئين المُسجّلين في هذه البطاقة الاستفادة من خدمات كرت المؤن.

## خدمات يحصل عليها حامل كرت المؤن
يستفيد حاملو الكرت من ثلاثة خدمات أساسية هي: التعليم والرعاية الصحية والإغاثة أو الإعاشة.
وتعتبر خدمات التعليم والتدريب من أكبر أنشطة الأونروا، حيث تنفق أكثر من نصف الميزانية العادية لها على هذا القطاع، على اعتبار أن هذا ينسجم مع سياسية المنظمة الرامية إلى تقليص أعداد اللاجئين المستفيدين من خدماتها، حيث أن كل لاجئ يتم تأهيله على نفقة الوكالة أو توظيفه في نطاقها، يتم شطب اسمه واسم أسرته من سجلات اللاجئين المنتفعين بخدماتها.
- الخدمات التربوية للأونروا، تشمل التّعليم للمرحلة الأساسية (الابتدائية والإعدادية)، بعد ذلك يضطر التلاميذ للالتحاق بمدارس الدول المُضيفة لاستكمال بقية المراحل.
- تشمل الإغاثة حصص شهرية من الدقيق والأرز والسكر والزيت والصابون والمحروقات في الشتاء، إضافة إلى كمية من الملابس المستعملة تقدم سنويًا باسم «البقجة» أو «الصرة».
- الخدمات الطبية تشمل توفير الرعاية الطبية في المستوصفات التابعة للوكالة، حيث خصصت الوكالة فريقًا طبيًا مؤلفًا من طبيب وممرضة ومساعد صيدلي لكل 10 آلاف لاجئ ولا يتجاوز عدد الوحدات الصحية التابعة للأونروا في كل مناطق عملياتها الـ100 وحدة ونحو 20 مستوصفًا. ويعمل حاليًا 4 آلاف عامل صحي لتقديم الرعاية الصحية لخمسة ملايين لاجئ مسجلين لدى أونروا.